# Laïd Chahine Bellaouel
Laïd Chahine Bellaouel est un footballeur algérien né le 27 décembre 2000 à El Eulma dans la wilaya de Sétif. Il évolue au poste de défenseur central à la JS Kabylie.

## Biographie

### En club
En juillet 2025, Bellaouel signe avec la JS Kabylie.

## Statistiques

### En club
| Saison                | Club                  | Championnat           | Championnat | Championnat | Championnat | Coupe(s) nationale(s) | Coupe(s) nationale(s) | Coupe(s) nationale(s) | Compétition(s) continentale(s) | Compétition(s) continentale(s) | Compétition(s) continentale(s) | Compétition(s) continentale(s) | Total | Total | Total |
| Saison                | Club                  | Division              | M.          | B.          | P.d.        | M.                    | B.                    | P.d.                  | Comp.                          | M.                             | B.                             | P.d.                           | M.    | B.    | P.d.  |
| 2020-2021             | ES Sétif              | Ligue 1               | 1           | 0           | 0           | -                     | -                     | -                     | C2                             | 0                              | 0                              | 0                              | 1     | 0     | 0     |
| 2021-2022             | O Médéa               | Ligue 1               | 19          | 3           | 0           | -                     | -                     | -                     | -                              | -                              | -                              | -                              | 19    | 3     | 0     |
| 2022-2023             | CA Bizertin           | Ligue 1 Pro           | 15          | 1           | 1           | 1                     | 0                     | 0                     | -                              | -                              | -                              | -                              | 16    | 1     | 1     |
| 2023-2024             | CS Constantine        | Ligue 1               | 2           | 0           | 1           | 1                     | 0                     | 0                     | C1                             | -                              | -                              | -                              | 3     | 0     | 1     |
| 2024-2025             | CS Constantine        | Ligue 1               | 15          | 0           | 1           | 1                     | 0                     | 0                     | C2                             | 11                             | 1                              | 1                              | 27    | 1     | 2     |
| Sous-total            | Sous-total            | Sous-total            | 17          | 0           | 2           | 2                     | 0                     | 0                     | -                              | 11                             | 1                              | 1                              | 30    | 1     | 3     |
| Total sur la carrière | Total sur la carrière | Total sur la carrière | 52          | 4           | 3           | 3                     | 0                     | 0                     | -                              | 11                             | 1                              | 1                              | 66    | 5     | 4     |